# Convención Fernández-Holguín
El Tratado Fernández-Holguín fue un acuerdo suscrito en la ciudad de París el 20 de enero de 1886 entre la República de Costa Rica y los Estados Unidos de Colombia, representados respectivamente por los Ministros Plenipotenciarios León Fernández y Carlos Holguín, por medio del cual ambos países aceptaban al monarca español como árbitro en sus diferencias limítrofes. Debido a que el rey Alfonso XII murió y la corona española se encontraba en un dictamen similar entre Colombia y Venezuela, Colombia consideró que no podía concretarse el arbitraje; el gobierno español se consideró entonces desligado del compromiso y se lo notificó entonces la legación costarricense.